# 什蒂普

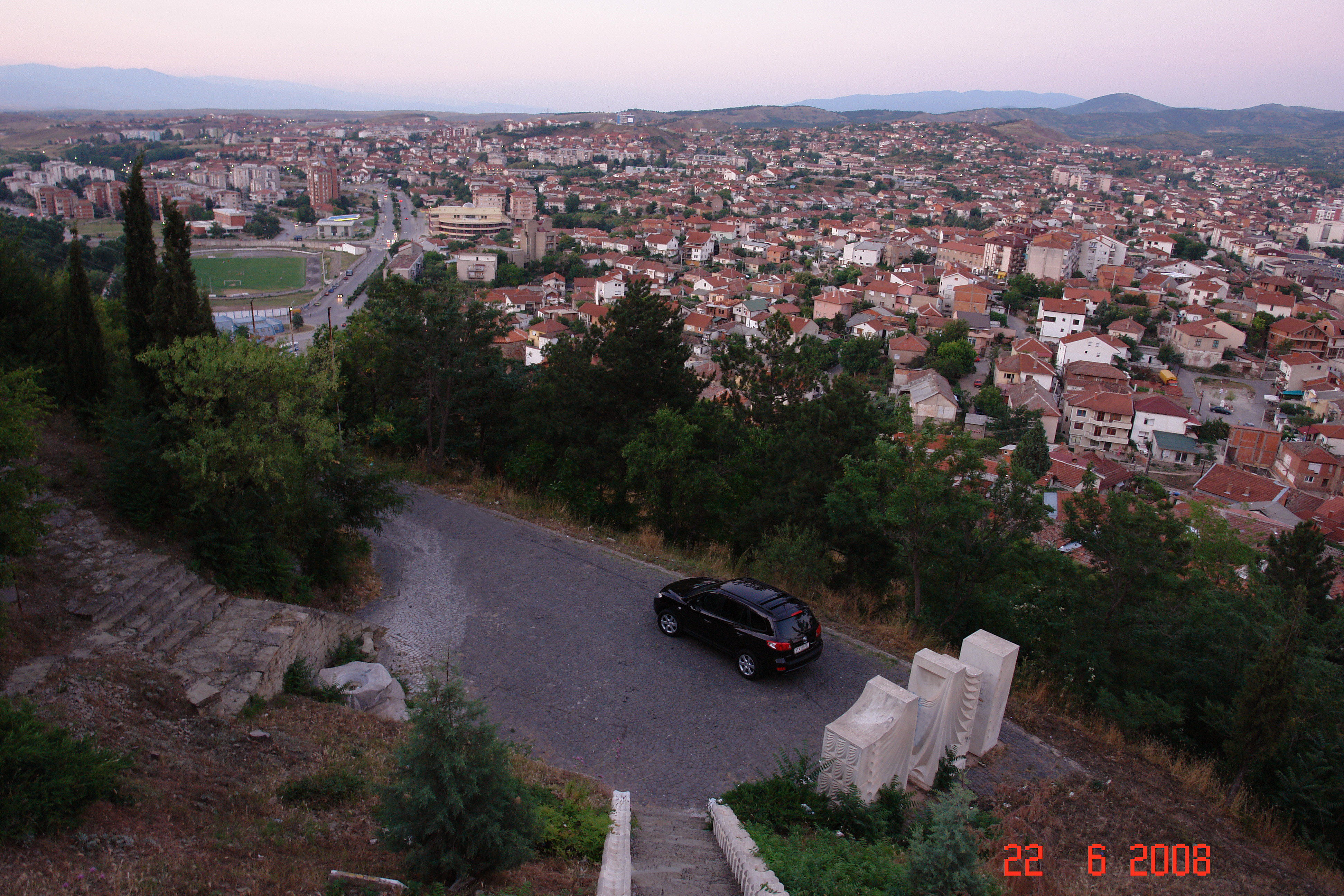
什蒂普

什蒂普，为北马其顿共和国东部什蒂普市镇内的城市及其行政中心。人口约47,000人（2016年）。